# Harun Osman Osmanoğlu
Harun Osman Osmanoğlu (Damasco, 22 gennaio 1932) è un principe ottomano, 46º e attuale Capo della Casa Imperiale di Osman.

## Biografia
Harun Osman, noto dopo il 1934 come Harun Osman Osmanoğlu in virtù della legge sul cognome e come Şehzade Harun Osman dai realisti ottomani, è nato il 22 gennaio 1932 a Damasco. Suo padre era Şehzade Mehmed Abdülkerim, nipote del sultano ottomano Abdülhamid II tramite suo figlio Şehzade Mehmed Selim, e sua madre la sua consorte Nimet Hanım. Aveva un fratello maggiore, Dündar Ali Osman, precedente capo della casata.
Al momento della sua nascita, la dinastia ottomana era in esilio da otto anni. Rimase orfano di padre a tre anni.
Dopo aver trascorso parte della sua vita a Damasco e Beirut, Harun rientrò a Istanbul in Turchia nel 1974, quando la sentenza d'esilio venne revocata.
Nel 2021 suo fratello morì e lui divenne il 46° e attuale Capo della Casa Imperiale di Osman. In quell'occasione il presidente turco Erdogan gli telefonò per esprimere le sue condoglianze per la morte del fratello, al che Harun ringraziò e disse al presidente che pregava per lui.
Harun Osman è stato al centro di polemiche internazionali per aver espresso il suo apprezzamento e sostegno per la serie TV storica turca Payitaht: Abdulhamit, che narra degli ultimi anni di regno del suo bisnonno Abdülhamid II. La serie, popolarissima in Turchia, in Occidente è stata accusata, fra le varie cose, di revisionismo storico, anti-semitismo, anti-occidentalismo e di sostenere valori imperialisti e anti-democratici. Harun Osman ha replicato rivendicando il diritto dei turchi a raccontare la storia dal loro punto di vista invece di accettare passivamente la versione imposta dall'Occidente e ha accusato gli occidentali di voler imporre forzatamente una visione e un'interpretazione della storia unilaterale e di insistere a imporre i loro valori come universali, oltre che di doppi standard nel decidere a chi e quali versioni della storia è "permesso" essere divulgati e di chi può o meno essere rappresentato in luce negativa. Le sue dichiarazioni sono state interpretate come sostegno alle posizioni del neo-ottomanesimo.

## Famiglia
Harun Osman ha una moglie, Farizet Hanim. Da lei ha avuto due figli e una figlia:
- Şehzade Orhan Osmanoğlu (Damasco, 25 agosto 1963). Sposato dal 22 dicembre 1985 con Nuran Yıldız Hanim (n.1967). Hanno un figlio e quattro figlie:
  - Nilhan Sultan Osmanoğlu (Istanbul, 25 aprile 1987). Possiede un'azienda di abiti, gioielli e mobilio in stile ottomano, è nota in Turchia per aver intentato causa per reclamare la proprietà dell'Isola Galatasaray. Sposata dal 22 settembre 2012 con Mehmet Behlül Vatansever, ha una figlia e un figlio:
    - Hanzade Hanımsultan Vatansever (n. 2 luglio 2013)
    - Sultanzade Mehmet Vahdeddinin Vatansever (n.14 ottobre 2014)

  - Şehzade Yusuf Selim Osmanoğlu (Istanbul, 22 febbraio 1989). Sposato dal 4 luglio 2021 con Damla Işık.
  - Nilüfer Sultan Osmanoğlu (Istanbul, 5 maggio 1995). Sposata dal 12 giugno 2021 con Melih Baştuğ.
  - Berna Sultan Osmanoğlu (Istanbul, 1 ottobre 1998)
  - Asyahan Sultan Osmanoğlu (Istanbul, 2004).
- Nurhan Sultan Osmanoğlu (Damasco, 20 novembre 1973). Sposata in prime nozze Samir Hashem (n.24 gennaio 1959) a Istanbul il 15 aprile 1994, poi divorziata. Sposata in seconde nozze con Muhammed Ammar Sagherji (n.1972). Da lui ha un figlio e una figlia:
  - Sultanzade Muhammed Halil Sagherji Bey (n. 2002)
  - Sara Hanımsultan Sagherji (n. 2004)
- Şehzade Abdulhamid Kayıhan Osmanoğlu (4 agosto 1979). Sposato con Walaa Hanim, ha due figli:
  - Şehzade Harun Osmanoğlu (n. 1 dicembre 2007)
  - Şehzade Abdülaziz Osmanoğlu (n.12 agosto 2016)